# Vavá (football, 1944)
Ne doit pas être confondu avec Vavá.
Luciano Sánchez Rodríguez, dit Vavá ou Vavá II (né le 24 mai 1944 à Béjar dans la province de Salamanque), est un joueur de football espagnol.

## Biographie
Il commence le football dans le club local de sa ville natale du Béjar Industrial. En 1963, il commence chez les seniors avec l'équipe de l'Elche Club de Fútbol. La première année, il évolue avec la réserve du club, le Deportivo Ilicitano en Segunda División. 
Il fait ses débuts en professionnel en Primera División le 18 octobre 1964 contre l'UD Las Palmas, où il inscrit un but.
En 1965, il joue un match amical dans les rangs du FC Barcelone.
L'année suivante lors de la saison 1965/66, il devient le meilleur buteur du championnat avec 19 buts inscrits, devenant le premier joueur du Elche CF à devenir Pichichi. Il réalise en plus la performance de devenir le premier joueur d'Elche CF à revêtir le maillot de la sélection espagnole de football.
En 1969, il arrive en finale de la Coupe d'Espagne mais perd 1-0 contre l'Athletic Bilbao.
En 1974, il part finir sa carrière pour une saison en Galice du côté du Deportivo de la Coruña.

## Palmarès
| Distinction                                         | Année |
| --------------------------------------------------- | ----- |
| Pichichi (meilleur buteur du championnat d'Espagne) | 1966  |